# 富岡町 (阿南市)
富岡町（とみおかちょう）は、徳島県阿南市の町名。2014年3月31日現在の人口は3,355人、世帯数は1,555世帯。郵便番号は〒774-0030。

## 地理
阿南市の北部に位置し、北は横見町、東は領家町・日開野町・才見町・学原町、南は見能林町、西は宝田町に接する。北端を桑野川が東流する。

### 山岳
- 鍛治ヶ峰
- 正福寺山

### 河川
- 桑野川
- 岡川

### 小字
| - あ石 - あ王谷 - 内町 - 北通 - 木松 - 車ノ口 - 寿通 | - 小山 - 小山本 - 今福寺 - 庄境 - そうず谷 - 第住町 - 滝の下 | - 玉塚 - 佃町 - トノ町 - 中川原 - 南向 - 西池田 - 西池田口 | - 西石塚 - 西新町 - 西仲町 - 東池田 - 東池田口 - 東新町 - 東仲町 |  |

## 歴史
江戸期から町村制の施行された1889年（明治22年）にかけては那東郡及び那賀郡の町で、富岡村とも称した。
1889年（明治22年）に那賀郡富岡村の大字となった。1905年（明治38年）より富岡町の大字となる。
1950年（昭和25年）3月26日、昭和天皇の戦後巡幸。富岡小学校などに昭和天皇が行幸。
1958年（昭和33年）5月1日に阿南市が誕生し、現在の町名となる。同日、大字・石塚を編入。

## 施設

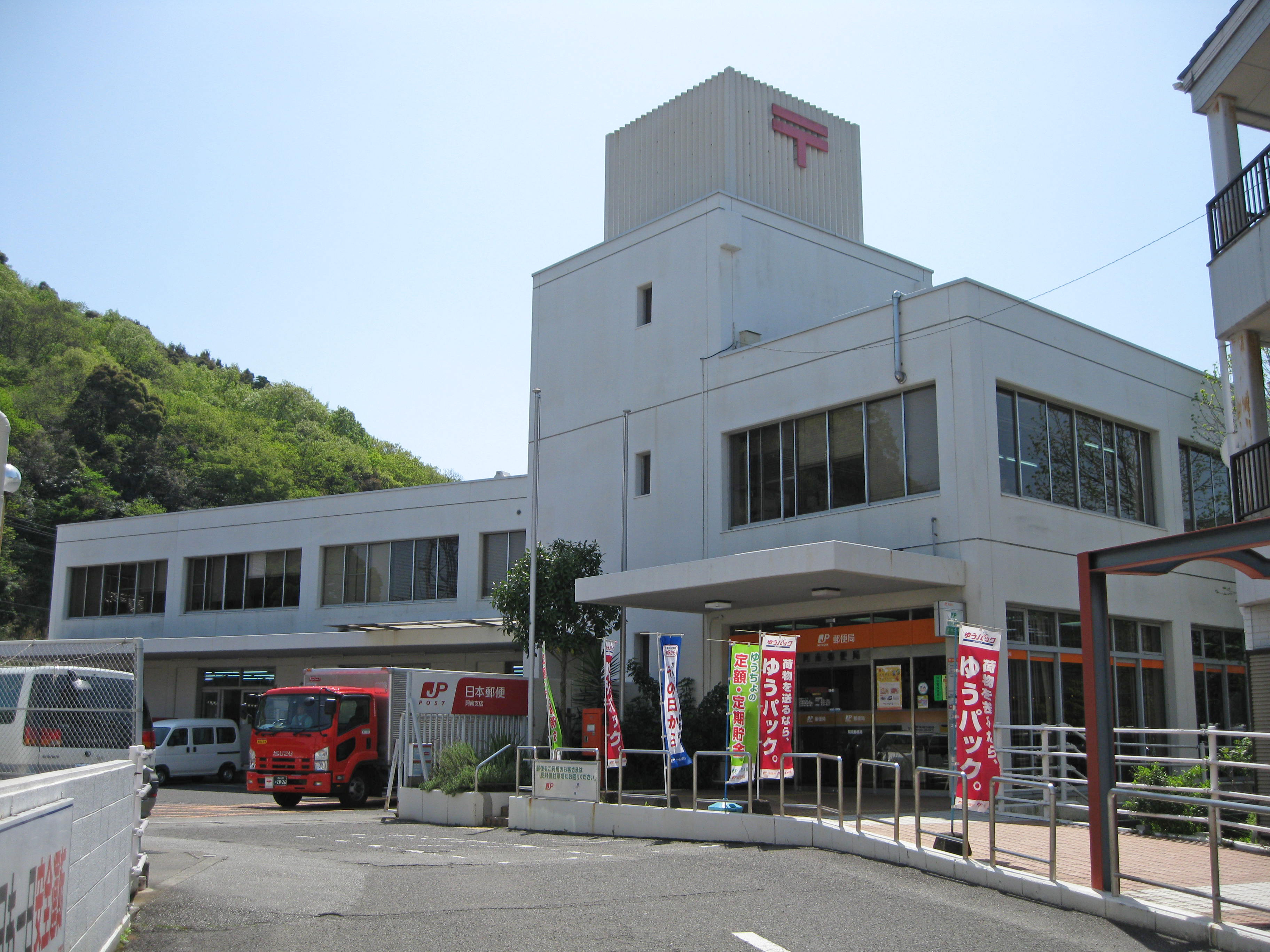
阿南郵便局

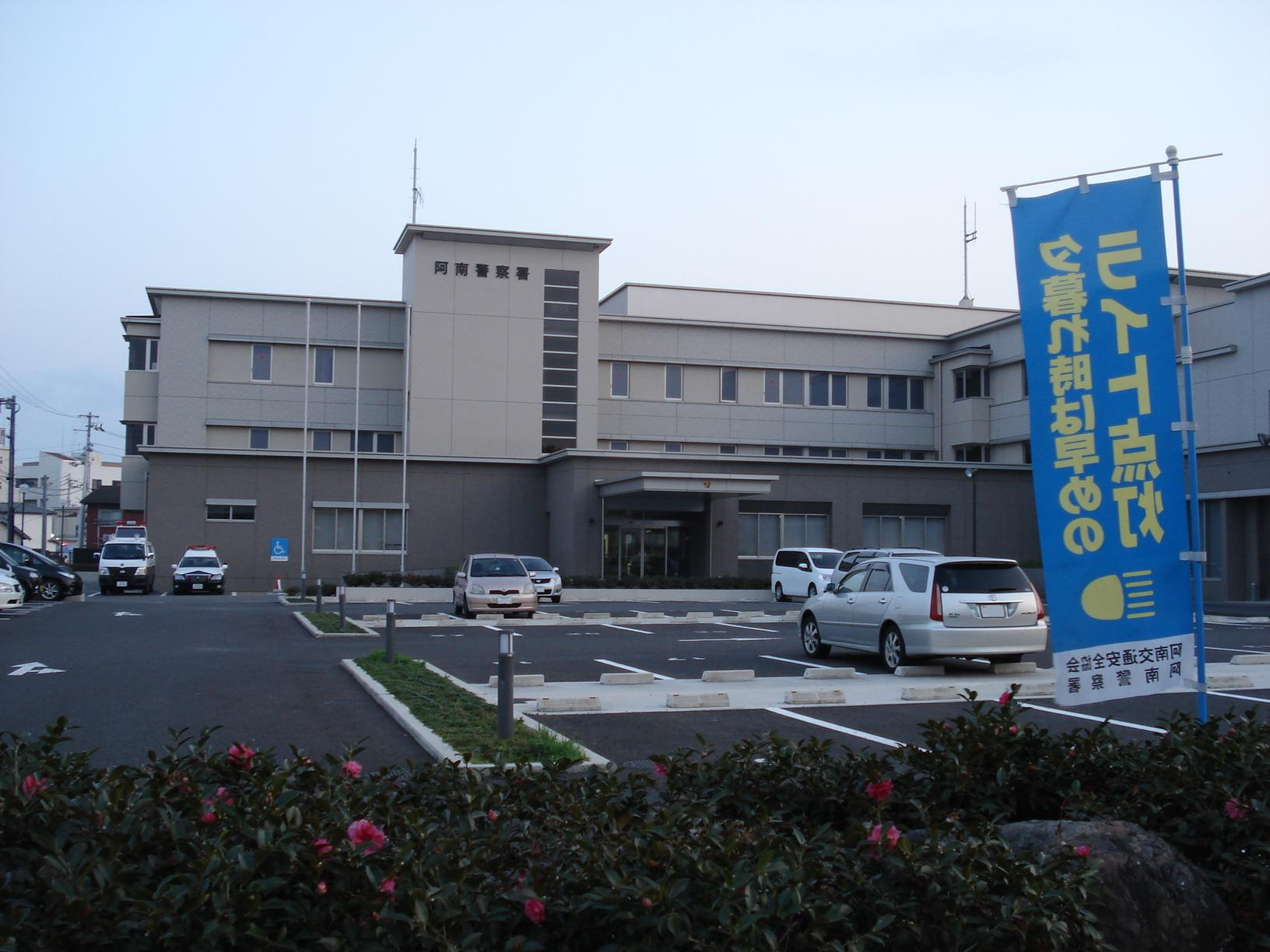
阿南警察署

官庁街を形成している。

### 公共施設
- 徳島県南部総合県民局 阿南庁舎
- 阿南市文化会館（夢ホール）
- 阿南ひまわり会館
- 阿南郵便局
- 阿南市役所
- 阿南警察署 - 本署（トノ町）
  - とみおか交番（玉塚）
- 徳島地方検察庁阿南支部
  - 阿南区検察庁 - 牟岐区検察庁を併設
- 徳島地方裁判所阿南支部
- 徳島家庭裁判所阿南支部
- 阿南簡易裁判所
- NHK徳島放送局阿南支局

### 教育機関
- 徳島県立富岡西高等学校
- 阿南聖母幼稚園

### 公園
- 牛岐城址公園（牛岐城址）
- 阿南公園
- 浜の浦緑地

### 企業

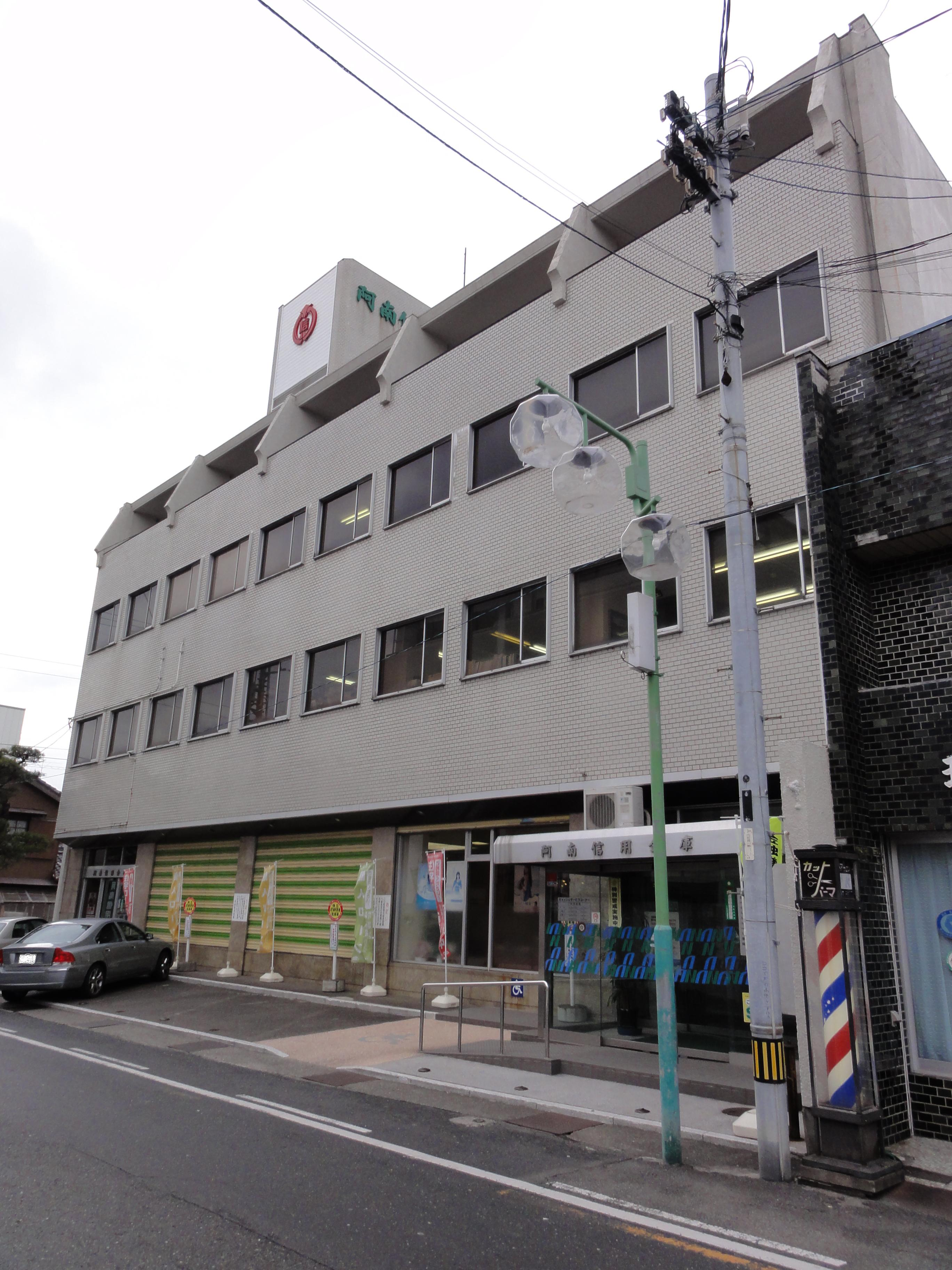
阿南信用金庫

- 阿南信用金庫本社
- 平惣本社
- 四国電力阿南営業所
- 徳バス観光サービス阿南営業所
- 阿波證券阿南支店

### 宗教施設
- カトリック阿南教会
- 富岡八幡神社
- 八坂神社
- 鹿島神社
- 大歳神社
- 正福寺
- 本覚寺
- 光円寺
- 妙泉寺

### その他
- 阿南ゴルフガーデン

### かつて存在した施設
- 阿南市市民会館

## 交通

### 鉄道

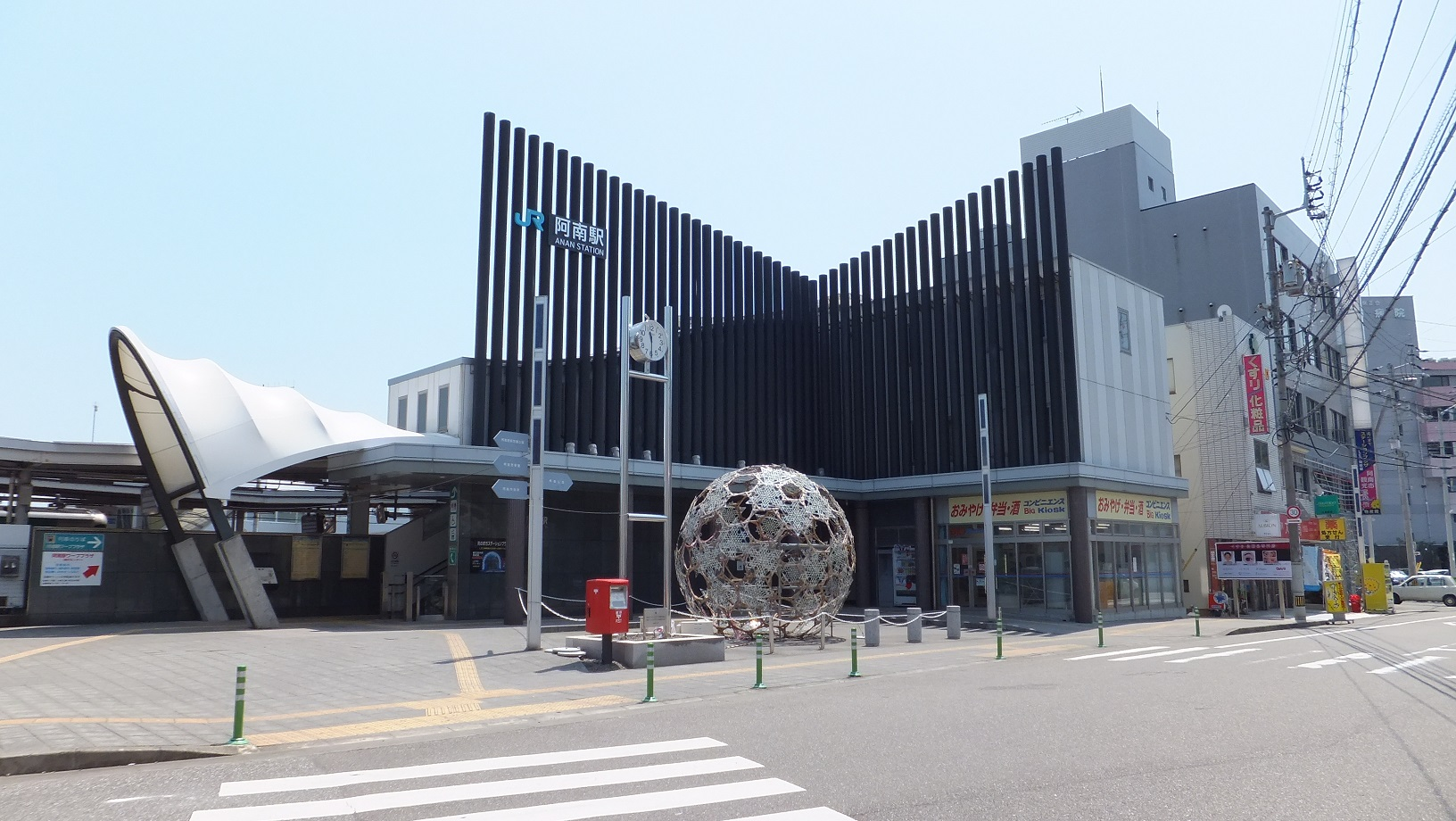
阿南駅

四国旅客鉄道（JR四国）牟岐線が通り、阿南駅が設置されている。

### 道路
都道府県道
- 徳島県道23号富岡港線
- 徳島県道27号阿南那賀川線
- 徳島県道130号大林津乃峰線
- 徳島県道141号大林那賀川阿南線
- 徳島県道173号阿南停車場線

### 路線バス
徳島バス・徳島バス南部
- 富岡西校前
- 阿南合同庁舎前

徳島バス
- 富岡中
- 富岡